# Max Schur
Max Schur (* 26. September 1897 in Stanislau, Galizien, Österreich-Ungarn; † 12. Oktober 1969 in New York City) war ein österreichisch-US-amerikanischer Arzt und Psychoanalytiker und lange Jahre der Leibarzt Sigmund Freuds.

## Leben
Schur floh 1914 vor der russischen Armee nach Wien, wo er Medizin studierte und in dieser Zeit auch Freuds Vorlesungen hörte.
Von 1926 bis 1932 absolvierte er eine Lehranalyse bei Ruth Brunswick.
Schur wurde 1929 auf Empfehlung Marie Bonapartes Freuds Leibarzt. Mit Schur hatte man die beste Wahl getroffen. Er verstand sich mit seinem Patienten ausgezeichnet, und seine Aufmerksamkeit, unermüdliche Geduld und Findigkeit waren beispiellos.
Schur wurde ein guter Freund Freuds und floh mit ihm nach London. Freud litt in der letzten Phase seines Lebens an Krebs im Mund und Kehlkopfbereich. Schur hatte ihm versprochen, ihn nicht unnötig leiden zu lassen. Als die Zeit gekommen war, gab ihm Schur eine tödliche Morphininjektion. Dies ist der wahrscheinlich erste dokumentierte Fall einer terminalen Sedierung. Nach Freuds Tod emigrierte Schur in die USA und fand eine Anstellung als Arzt an der dermatologischen Abteilung des Bellevue Hospital in New York City. Ab 1957 arbeitete er vor allem als Psychoanalytiker und war auch zeitweilig Präsident der American Psychoanalytic Association.
Schur publizierte medizinische und psychoanalytische Arbeiten. Sein bekanntestes Buch Freud Living and Dying ist eine ausführliche Untersuchung von Freuds Verhältnis zu Krankheit und Sterben.

## Schriften
- The Id and the Regulatory Principles of Mental Functioning. International Universities Press, New York 1966.
  - Deutsche Ausgabe: Das Es und die Regulationsprinzipien des psychischen Geschehens. Übersetzt von Käte Hügel. Fischer, Frankfurt am Main 1973, ISBN  3-596-27338-2.
- Freud: Living and Dying. Hogarth, London 1972.
  - Deutsche Ausgabe: Sigmund Freud. Leben und Sterben. Übersetzt von Gert Müller. Suhrkamp, Frankfurt am Main 1973 ISBN 3-518-07273-0.